# Rufus McCain
Rufus Roy McCain (McCurtain County, 7 luglio 1903 – Alcatraz, 30 dicembre 1940) è stato un criminale statunitense.

## Biografia
Figlio di James Newton McCain e Nancy E. Nelson, Rufus McCain crebbe in una famiglia composta da quattro sorelle e nove fratelli; altri due morirono appena nati. Fu deportato ad Alcatraz, dove il 13 gennaio 1939 tentò una fuga con Henri Young, Arthur "Doc" Barker, Dale Stamphill e William Martin. Le guardie uccisero Barker e Stamphill, mentre Martin, McCain e Young furono ripresi. Anche se McCain rivelò, fin da principio, di aver segnalato alle guardie la loro fuga, come riabilitazione, venne condannato a circa 22 mesi di segregazione.
Una volta ritornati fra gli altri carcerati di Alcatraz, McCain fu assegnato al negozio di sartoria e Young al negozio mobiliare, direttamente sopra la sartoria. Il 30 dicembre 1940 Young scese al piano di McCain, dove lo aspettò fino alle 10 di mattina; appena si videro, Young infilò più volte un coltello nell'addome di McCain. McCain cadde a terra e morì cinque ore più tardi.Young rifiutò di discutere sulla motivazione del suo assassinio, molto probabilmente avvenuto per vendetta. La salma di McCain venne tumulata nel cimitero Philadelphia di Eagletown, Oklahoma.